# Waterpompstation Boxmeer
Het hoofdgebouw van het waterpompstation Boxmeer is in 1949 ontworpen door architect Jan Magis namens de N.V. Waterleidingmaatschappij Brabant-Oost. De eerste steen werd gelegd in 1950. In 1953 was het gebouw gereed.
Het gebouw bestaat uit drie geschakelde massa's:
- het ‘pompgebouw’ met kantoorruimtes, elektrische installaties en pompen
- het ‘filtergebouw’ waar het water in drie compartimenten gefilterd werd
- een lagere bouwmassa die het 'pompgebouw' en het 'filtergebouw' met elkaar verbindt. Dit laatste deel van het gebouw was bestemd voor technische voorzieningen zoals een gigantische dieselaggregaat, die in tijden van stroomstoring ervoor zorgde dat de watervoorziening niet in gevaar kwam.

## Unieke winning
Deze waterwinning is uniek in zijn soort. Dit komt onder meer doordat het een freatische winning betreft. Een winning waarbij het drinkwater wordt gewonnen uit de bovenste grondwaterlaag (ondiepe winning 0-25 meter) en niet uit de gebruikelijke grondwaterlagen op ca. 100-200 meter diepte. Op deze locatie bevindt zich in de bodem een dikke klei laag die op ca 30 meter diepte begint en die tot diep in de bodem doorloopt. Onder deze klei laag zou het grondwater te veel zout bevatten. Een freatische winning is veel gevoeliger en van grotere invloed op de omgeving dan diepe winningen. Invloed op de waterstand is op meer dan 5 km afstand duidelijk merkbaar en ook bepalend voor de grondwaterstanden. Nederland kende in het verleden slechts een handjevol freatische winningen, waarvan dit een uniek en mooi bewaard exemplaar is gebleven voor het nageslacht.

## Architect
De architect van het waterpompstation is de in 1899 geboren Jan Magis uit Helmond. Hij was een vermaard kerkenbouwer. Ontwerpen van zijn hand zijn onder andere kerken in Vredepeel, Helmond (Bernadettekerk), Nuland (Johannes Onthoofding) en Rotterdam. Hij ontwierp zelfs een kerk in het Afrikaanse Morogoro, Tanzania. Ook andere publieke gebouwen behoren tot zijn oeuvre, zoals het raadhuis van Mierlo.
Hij werkte aanvankelijk volgens de architectuur van het traditionalisme, in een stijl verwant aan de Bossche School. Zijn later werk, zoals de kerk van Vredepeel, is uiterst modern.

## Architectuur Waterpompstation
De architectuur van het gebouw is een typisch voorbeeld van de traditionele architectuur met een zeer functionele inrichting zoals die bij (semi)overheidsinstanties zoals waterschappen en waterleidingmaatschappijen gehanteerd werd. In deze architectuur benaderen het traditionalisme en functionalisme elkaar in een gematigde vorm; een architectuurstijl die kenmerkend is voor de periode van net na de Tweede Wereldoorlog. Dit komt het best tot uitdrukking in de term ‘huwelijk tussen baksteen en beton’ of in de Engelse term 'Shake hands'.
Het gebouw van het waterpompstation is opgetrokken uit stoere baksteen gevels en pannengedekte zadeldaken. In het gebouw van het waterpompstation van Boxmeer is de architectuur van de oudste kerkgebouwen van Jan Magis herkenbaar. Vooral in de verschijningsvorm vertoont het waterpompstation de typische kenmerken van de traditionele architectuur van de Bossche School en de Delftse School.
Het ‘pompgebouw’ heeft door de grote ramen met stalen kozijnen evenwel ook kenmerken van het modernisme. Vooral de inrichting van het pand evenals het materiaalgebruik (bijvoorbeeld de toepassing van bimsbetondakplaten) laten duidelijk de invloed van de architectuur van het modernisme zien.

## Huidige staat.
Sinds de beëindiging van de exploitatie door Brabant Water vertonen het terrein en bebouwing tekenen van verval en verwaarlozing. Het groen wordt nog nauwelijks bij gehouden en het terrein zelf wordt merendeels gebruikt als opslag voor oude voertuigen en werktuigen. De daken van de gebouwen zijn vol gelegd met zonnepanelen, wat zichtbaar afbreuk doet aan de oorspronkelijke architectuur. Van de toegedichte grandeur en architectonische waarden zoals vermeld in de "ontwerpvisie Waterpompstation Boxmeer" is nog maar weinig zichtbaar. Ontwikkelingen in de nabije omgeving (eerdere en nog in ontwikkeling zijnde uitbreidingen van het schakelstation van TenneT) doen evenmin goed aan het aanzien van het beoogde landgoed.